# Henschia hermelensis
Henschia hermelensis är en insektsart som beskrevs av Abdul-nour och Lahoud 2006. Henschia hermelensis ingår i släktet Henschia och familjen dvärgstritar. Inga underarter finns listade i Catalogue of Life.